# Glava församling
Glava församling var en församling i Arvika pastorat i Västra Värmlands kontrakt i Karlstads stift i Svenska kyrkan. Församlingen låg i Arvika kommun i Värmlands län. 2024 uppgick församlingen i Älgå-Glava församling

## Administrativ historik
Församlingen har medeltida ursprung. 2024 uppgick församlingen i Älgå-Glava församling.
Församlingen var till 1 maj 1875 annexförsamling i pastoratet Stavnäs, Värmskog och Glava som även omfattade Högeruds församling från 1646, Brunskogs församling till 25 februari 1621 och Boda församling mellan 28 januari 1616 och 25 februari 1621. Från 1 maj 1875 till 2014 utgjorde församlingen ett eget pastorat. Från 2014 ingickförsamlingen i Arvika pastorat.

## Organister
| Period    | Namn              | Levnadstid | Övrigt   |
| --------- | ----------------- | ---------- | -------- |
| 1863-1893 | Anders Pettersson | 1822-1893  | Organist |

## Kyrkor
- Glava kyrka